# Vincenzo Vela
Vincenzo Vela (Ligornetto, 3 maggio 1820 – Mendrisio, 3 ottobre 1891) è stato uno scultore e docente svizzero.

## Biografia

### 1820-1844: infanzia e formazione
Figlio di Giuseppe, contadino, e di Teresa Casanova, originari del villaggio ticinese di Ligornetto dove oggi si trova il museo Vela che conserva gran parte delle sue opere, Vela era ultimo di sei figli e fratello minore di Lorenzo, anch'egli noto scultore. A nove anni fu avviato alla professione di scalpellino nelle cave di pietra di Besazio (Mendrisio, Canton Ticino) e Viggiù (Varese); nel 1833 si trasferì presso il fratello Lorenzo a Milano come apprendista scalpellino. Successivamente frequentò l'Accademia di Belle Arti di Brera, lavorando contemporaneamente dal 1834 nella corporazione dei marmisti del Duomo di Milano e si perfezionò quindi presso la bottega di Benedetto Cacciatori (1793-1871) e ai corsi del pittore Luigi Sabatelli.
Fu particolarmente influenzato dalle ricerche formali di Lorenzo Bartolini e dalla pittura romantica di Francesco Hayez. Nel 1842 vinse col bassorilievo Cristo che risuscita la figlia di Giairo il concorso di scultura indetto dalla città di Venezia e termina gli studi nel 1844. Il naturalismo di Bartolini è riscontrabile a partire dalle opere giovanili di Vela, tra cui la preghiera del mattino del 1846, di proprietà dell'Ospedale Maggiore di Milano, esposta presso Palazzo Morando a Milano.

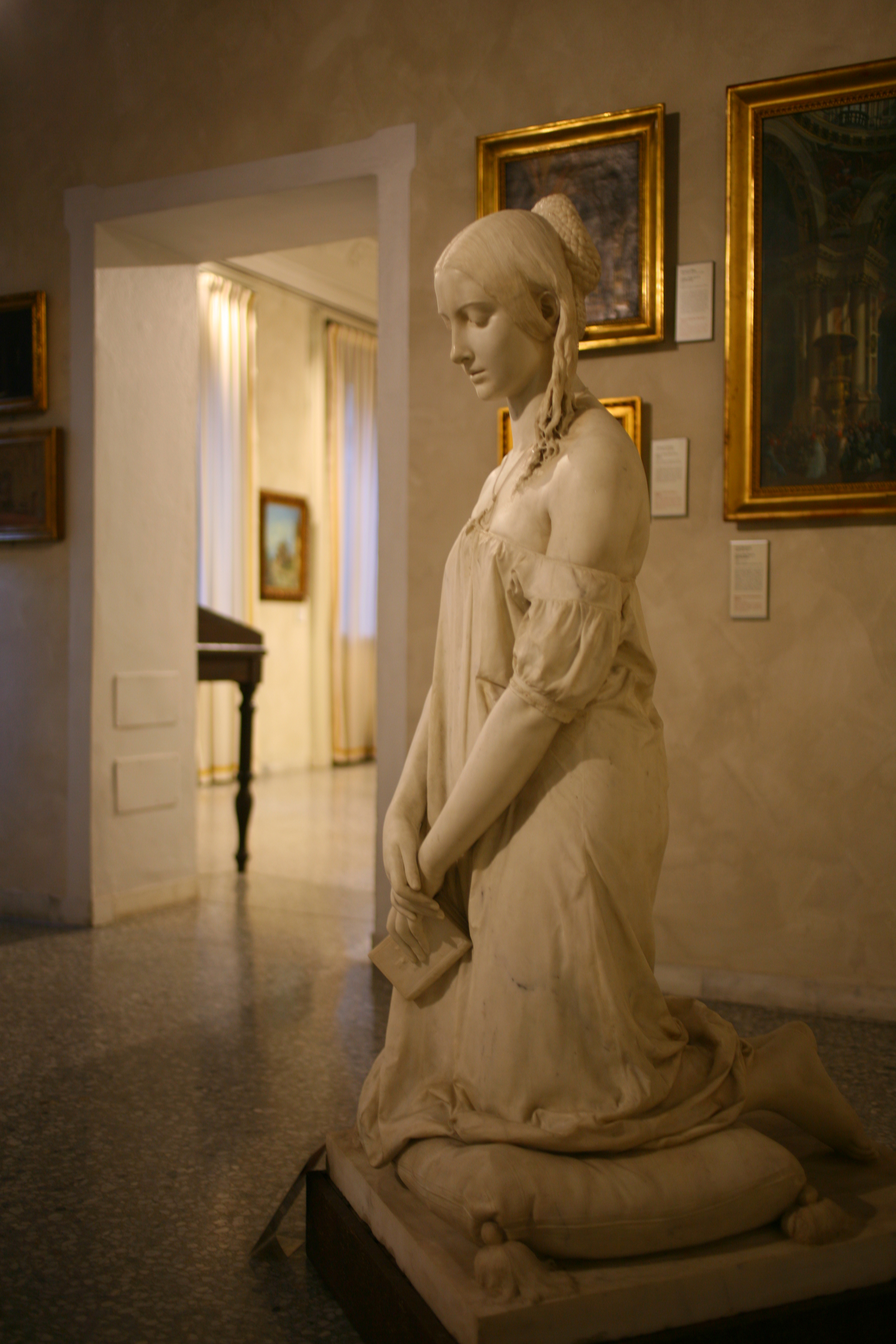
La preghiera del mattino, 1846

### 1844-1853: primi riconoscimenti a Milano
Tra il 1844 e il 1846 ottenne le prime commissioni private, tra cui il monumento al vescovo di Pesaro Giuseppe Maria Luvini del 1845, conservato nell'atrio di palazzo civico a Lugano, grazie al quale raggiunse un discreto successo negli ambienti artistici milanesi. Per lo stesso palazzo civico eseguì anche una statua e due trofei a decorazione della facciata, per i quali ricevette un compenso di 750 lire. Il forte realismo della Preghiera del mattino, scolpita nel 1846, raccolse ampi consensi da parte della critica progressista.
Nel 1847 si recò a Roma, dove conobbe Pietro Tenerani. Poi, tornato in patria, partecipò nel 1848 come volontario alla guerra del Sonderbund e successivamente alla Prima guerra d'indipendenza italiana contro l'Austria, partecipando alle giornate di Como; dopo la sconfitta concepì due dei suoi più noti capolavori, lo Spartaco (1847, modello in gesso, alto 208 cm, museo Vela) ora conservato nell'atrio del palazzo civico di Lugano: una delle icone rivoluzionarie dell'Ottocento, e la Desolazione, presentati in esposizione a Brera nel 1851.

### 1853-1867: Torino e successi internazionali
Nel 1852 si trasferì a Torino dove insegnò scultura all'Accademia Albertina e tra gli allievi ebbe Gabriele Ambrosio (1844-1918). Nel 1867 venne sostituito dal suo allievo Odoardo Tabacchi, e in città gestiva ben tre atelier: il principale si trovava nella casa Porrino di via San Maurizio 3; il 28 giugno 1852 firmò un disegno progettuale per il monumento funebre della famiglia Prever; nel 1853 predispose per la tomba della famiglia Calosso un'edicola classicheggiante: in essa l'erma del defunto, chiusa in una conchiglia, sovrasta un bassorilievo che raffigura l'amore filiale; entrambi i monumenti vennero poi collocati nel Cimitero monumentale di Torino. La scultura della Contessina d'Adda col cane è degli anni 1852-1854 (bozzetto in gesso, alto 104 cm a Ligornetto, museo Vela).
Dopo aver scolpito a Milano nel 1854 una statua marmorea di Gabrio Piola, posta all'Accademia di Belle Arti di Brera, tramite l'amico e poeta trentino Andrea Maffei si dedicò alla realizzazione del Monumento funebre a Gaetano Donizetti, eretto nel 1855 nella Basilica di Santa Maria Maggiore a Bergamo. Gli fu poi commissionato un monumento a Cesare Balbo, inaugurato nel giardino dei Ripari l'8 luglio 1856, e sempre di Vela è il Monumento sepolcrale alla contessa Maria Isimbardi d'Adda.
In quel periodo scolpì il ritratto del generale Guillaume-Henri Dufour. Del 1856 è la Tomba di Tito Pallestrini, in cui un angelo custode solleva il piccolo Tito (morto a soli tre anni). Per salvarla dal degrado, l'opera è stata poi conservata nella raccolte d'arte moderna della GAM di Torino, così come una statua di Minerva del 1858, eseguita su incarico del sovrano portoghese Pedro V di Portogallo e destinata ad essere collocata davanti all'Accademia di Belle Arti di Lisbona: acquisita per la città nel 1895 dopo lunghe trattative, la statua, restaurata nel 2003, fu trasferita dalla Galleria Civica d'Arte Moderna al cortile interno del Palazzo del rettorato dell'Università di Torino.
Per il camposanto torinese eseguì altre tre opere: nel 1857, un busto del conte Bernardo Baudi di Vesme, un bassorilievo posto sulla tomba del generale Giacinto Provana di Collegno, e nel 1863, un busto della signora Federica Gerbora, moglie dell'avvocato Pio Celestino Agodino. Il cimitero di Pavia conserva un'altra sua opera: la Tomba Bozzi, in marmo, mentre la statua marmorea di Tommaso Grossi, del 1858, è posta nel cortile d'ingresso dell'Accademia di Brera.
Nella sua numerosa produzione celebrativa è da ricordare il Monumento all'Alfiere dell'esercito sardo degli anni 1857-1859, commissionatogli nel 1856 da un comitato di patrioti milanesi e collocato e inaugurato il 10 aprile 1859 in piazza Castello davanti a Palazzo Madama (allora Palazzo del Senato), a ricordo delle giornate del 1848 in cui piemontesi e lombardi avevano combattuto insieme contro l'Austria. A Lugano nel parco della villa Ciani è tuttora esposta al pubblico la copia della Desolazione, poiché l'originale è in deposito per sottrarlo alla furia dei vandali. Grande consenso di critica ottiene la statua allegorica dell'Armonia dolente.
Per Daniele Manin, morto in esilio a Parigi nel 1857, Vela crea una Italia turrita, con i lunghi capelli sciolti e una tunica increspata dall'avanzarsi della gamba sinistra; la mano destra è levata in alto e reggeva un ramo di palma (ormai perduto), mentre la sinistra regge un medaglione ovale col ritratto di Manin, posto accanto alla gamba sinistra. La statua, denominata Italia dei martiri, fu collocata all'interno del giardino dei Ripari e inaugurata il 22 marzo 1861.
Ad Adro in provincia di Brescia realizza la tomba della famiglia Dandolo.
La Rivetta Tell, un giardinetto sul lungolago del Ceresio posto davanti al Casinò-Kursaal di Lugano, deve il suo nome ad una statua di Guglielmo Tell, eseguita da Vela nel 1856 per i fratelli Giacomo e Filippo Ciani: la statua fu trasferita qui nel 1914 dalla piazza dell'Hotel du Parc. È del 1860 un busto marmoreo che ritrae Stefano Franscini, collocato nello scalone del Palazzo degli studi (posto sul viale Carlo Cattaneo a Lugano, il Palazzo degli studi ospita altri pregevoli medaglioni di Vela). Poco prima di iniziare a lavorare per il famedio dell'Università, nel 1861 aveva portato a termine il Monumento alla due Regine (Maria Teresa d'Asburgo-Toscana, vedova di Carlo Alberto, e Maria Adelaide d'Asburgo-Lorena, moglie di Vittorio Emanuele II), nel Santuario della Consolata: entrambe erano morte nei primi mesi del 1855. Il monumento presenta tre angeli custodi in bassorilievo sulla parete della cappella.
A Torino nel 1861 scolpì il gruppo in pietra raffigurante un cavallo marino che lotta con un tritone, situato nella fontana della prima corte del Borgo Castello nel parco de La Mandria commissionatagli da Vittorio Emanuele II. Nel 1862 scolpì un busto di Giovanni Battista Vasco, firmato e datato, ora conservato nelle collezioni del Palazzo dell'Università di Torino. Per la statua dell'anatomopatologo Luigi Gallo, consegnata nel 1863, Vela pone dei resti anatomici che alludono al lavoro di Gallo e un libro chiuso nella mano sinistra.
Negli anni 1861-1863 lavorò ad una statua di Camillo Benso, conte di Cavour (primo monumento celebrativo italiano dedicato allo statista piemontese), conosciuto dallo scultore a Torino. La statua di marmo, eseguita per la Borsa Merci di Genova, rappresenta il conte seduto in poltrona e in abiti borghesi. L'opera, attraverso un incartamento retto dalla mano sinistra, allude anche al programma politico-economico di Cavour, promotore del "libero scambio" nel Regno di Sardegna. Del monumento esiste ormai solo un bozzetto, in quanto l'originale finì distrutto nel 1942.
Nel 1865 eseguì una statua marmorea del re Carlo Alberto; più o meno nello stesso periodo, a seguito della convenzione firmata il 2 novembre 1861, portò a termine anche una statua di re Vittorio Emanuele II, commissionatagli dal Consiglio comunale di Torino; nel gennaio 1866 la statua venne collocata nella nicchia vuota sulla destra del portico del Palazzo di Città (l'iscrizione porta la data XI dicembre MDCCCLX).
Per la realizzazione di un monumento a Cavour nel febbraio 1863 venne indetto dal Municipio di Torino un concorso: nella primavera del 1863 Vela approntò due bozzetti in terracotta e gesso patinato (ora conservati nel museo Vela). Il concorso fu però vinto dallo scultore senese Giovanni Duprè. 

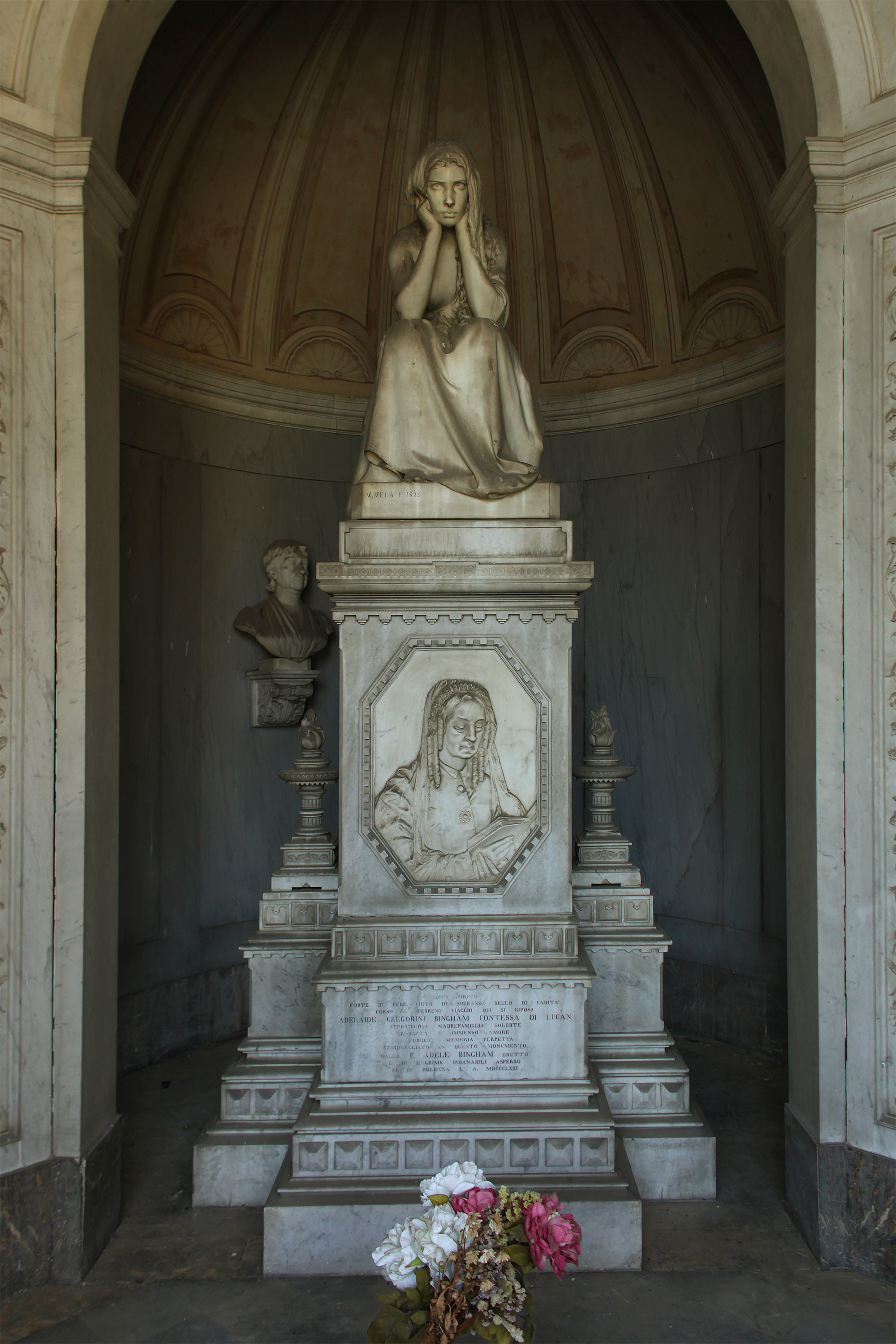
La Desolazione (1875), Cappella Gregorini Bingham, Cimitero della Certosa, Bologna.

Alcune sue opere sono in Emilia: alla Certosa di Bologna nella Sala del Colombario, un imponente monumento a Gioacchino Murat Gioacchino Murat, opera del 1864, domina il sepolcro della figlia, Letizia, sposata con un Pepoli a Bologna, ritratta alla base del monumento. L'epigrafe recita: A Letizia Murat Pepoli, i figli posero su la tomba adempiendo il voto, la statua del padre da lei sopra tutti amato. Nello stesso cimitero bolognese (Chiostro Terzo, arco 88) la Cappella Gregorini Bingham, ospita la scultura rappresentante la Desolazione, con segnatura dello scultore in basso a sinistra V. Vela F. 1875.
Per il Comune di Correggio realizza quindi un suggestivo monumento al pittore Antonio Allegri, detto il Correggio: inaugurato il 17 ottobre 1880 nella centrale piazza San Quirino, è una statua a figura intera in marmo bianco di Carrara, grande quasi il doppio del reale, che ritrae l'artista rinascimentale in piedi, con la tavolozza nella mano sinistra e il pennello nella destra, su un basamento in marmo rosa di Baveno; per favorirne il lavoro preparatorio, allo scultore furono mandate immagini delle piazze cittadine scattate dal grande fotografo correggese Gildaldo Bassi (che a sua volta fece un bel ritratto di Vela, in posa); sullo zoccolo, a basso rilievo, è scolpita la scritta «Al Correggio / La Patria».
Fu inoltre autore di un monumento ai caduti nel borgo di Renate in Brianza e di un cenotafio scolpito a Robecco sul Naviglio. Nel 1867 all'Esposizione universale di Parigi presentò il suo Napoleone morente, che suscitò grande ammirazione e che l'imperatore Napoleone III acquistò ponendolo nella reggia di Versailles. 
Una copia del suo bassorilievo Le vittime del lavoro, in memoria degli operai morti per lo scavo della galleria ferroviaria del San Gottardo, realizzato nel biennio 1882-1883 per la stazione di Airolo, è stata posta all'ingresso degli uffici centrali dell'INAIL a Roma e inaugurata il 1º maggio 2008 dal presidente della Repubblica Italiana Giorgio Napolitano. Del 1887 un monumento ad Agostino Bertani, inaugurato 5 maggio 1888. Il monumento, situato all'origine nell'attuale Largo Donegani, verrà in seguito spostato nella piazza Fratelli Bandiera. Bertani è raffigurato mentre si difende in Parlamento dall'accusa di aver sottratto un milione di lire ricevuto per l'indipendenza nazionale. Sul plinto è rappresentata l'unione da lui voluta tra Mazzini e Cattaneo sul letto di morte di quest'ultimo.
Un monumento a Giuseppe Garibaldi, un bronzo del 1889, situato a Como, in Piazza della Vittoria, è il suo ultimo monumento pubblico. La figura dell'eroe risorgimentale è rivestita da un poncho: la sciabola è sfoderata, l'espressione è severa.
Nel 1890 Vela diede termine alla sua ultima opera, il monumento funebre al Duca di Lodi Lodovico Melzi d'Eril. L'opera, con richiami ai modelli dei sepolcri rinascimentali toscani, fu commissionata a Vela dalla vedova del Duca e si trova all'interno della Cappella gentilizia di Villa Melzi a Bellagio, sul lago di Como.

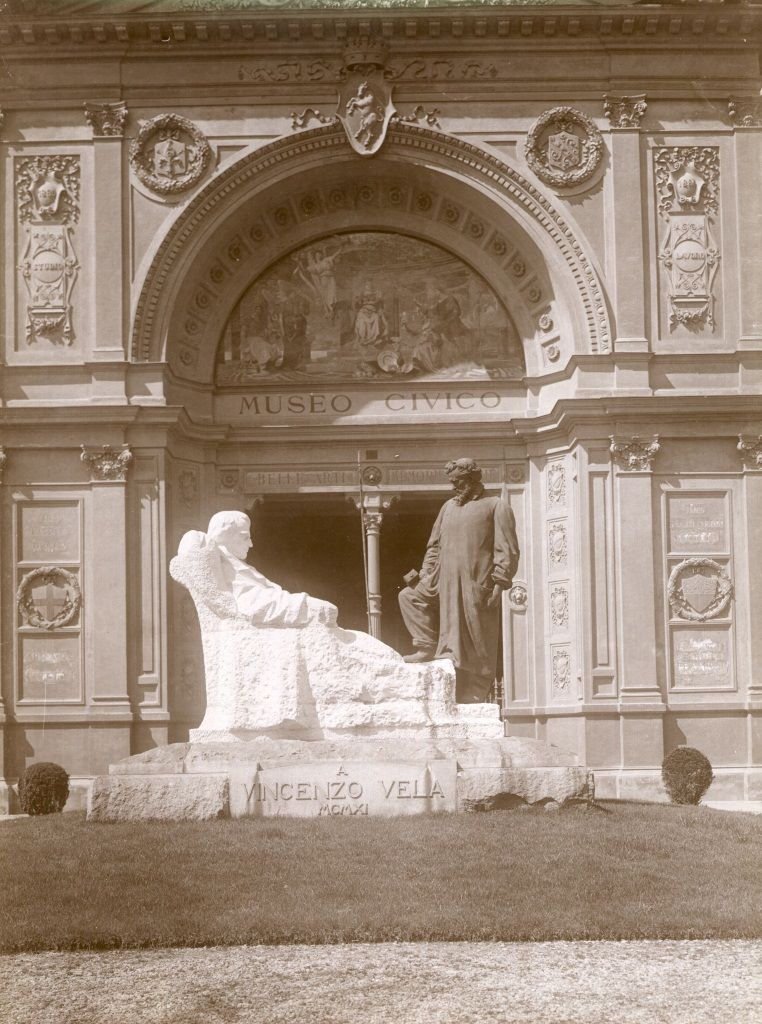
Mario Gabinio, Torino-Museo Civico (Corso Siccardi ora Corso Galileo Ferraris) particolare dell'ingresso col monumento a Vincenzo Vela; 1924(?)

Vela è sepolto nel cimitero di Ligornetto (Mendrisio) e il suo nome è iscritto presso il Famedio del Cimitero Monumentale di Milano.

## Opere

### Canton Ticino
- Ligornetto, cimitero, Ecce homo, tomba famiglia Vela,
- Locarno, cimitero, monumento funebre di Cecilia Rusca del biennio 1845-1846, punto di riferimento nello sviluppo dell'arte cimiteriale italiana; tomba di Giovannina Franzoni Bacilieri, statua dolente del 1860;
- Chiasso, cimitero, cappella della famiglia di Costantino Bernasconi[11], statua dell'Angelo della Resurrezione, del 1850;
- Bellinzona, palazzo comunale, loggiato del secondo piano, busto marmoreo di Giovanni Jauch[12];
- Bellinzona, Palazzo del Governo cantonale, busti marmorei di uomini politici ticinesi; busto-ritratto del generale Guillaume-Henri Dufour del 1848;
- Olivone, cimitero, monumento funebre dell'abate Vincenzo Dalberti, rilievo marmoreo del 1852;
- Airolo, Piazzale della Stazione, monumento alla vittime del lavoro, fusione in bronzo postuma, del 1932 dell'altorilievo in gesso eseguito nel biennio 1882-1883 di propria iniziativa, in memoria dei minatori deceduti sul cantiere del traforo ferroviario del San Gottardo: un'interpretazione laica della Deposizione di Gesù improntata al realismo sociale;

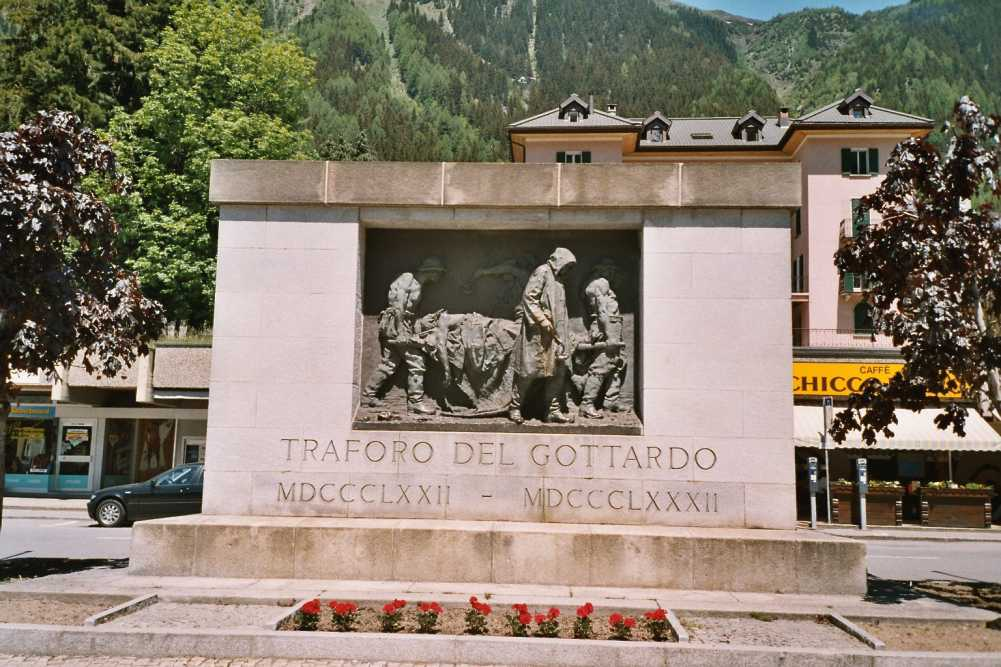
Scultura ai caduti durante la costruzione della galleria del San Gottardo

- Biogno, cimitero, busto marmoreo di Carlo Frasca del 1869;
- Gentilino, cimitero neoclassico, tomba della famiglia Boffa, scultura della Preghiera del 1867, uno dei suoi capolavori;
- Grancia, cimitero, edicola neogotica della famiglia De Martini, statua in bronzo di Maria Scala De Martini in meditazione del biennio 1882-1883;
- Besazio, Casa comunale, edificio neoclassico con portico colonnato, già abitazione dell'abate Antonio Fontana, della prima metà del secolo XIX, ristrutturato; all'interno in una nicchia un tempo collocata sul muro di cinta: statuetta in marmo dell'Immacolata Concezione, anteriore al 1853;
- Mendrisio, Municipio, atrio, due busti marmorei dei fratelli Sebastiano Beroldingen[13], del 1867, e Francesco, del 1885;
- Mendrisio, ex Ospedale della Beata Vergine ora Accademia d'architettura, cortile, statua marmorea del conte Alfonso Turconi, fondatore, benefattore dell'ospedale, opera del 1868;
- Coldrerio, Chiesa cimiteriale di San Gregorio Magno o di Santa Apollonia, portico, tomba neogotica di Pietro Mola, medaglione marmoreo del 1885 circa;
- Sagno, cimitero, busto in terracotta di Erennio Spinelli, del 1869.

### Lombardia
- Bergamo, basilica di Santa Maria Maggiore, Monumento funebre a Gaetano Donizetti;
- Usmate Velate, Cimitero, Cappella di San Felice[14] della famiglia Giulini della Porta Barbiano di Belgiojoso: Busto di Cesare Giulini della Porta (1863); Ecce homo (1868), La preghiera dei morti. Monumento funerario a Maria Beatrice Barbiano di Belgiojoso Giulini della Porta (1874);
- Robecco sul Naviglio, le statue del giardino di Villa Sironi-Marelli sono state attribuite in passato a Vela, ma non esiste alcuna conferma documentaria della loro autografia.

## Galleria d'immagini

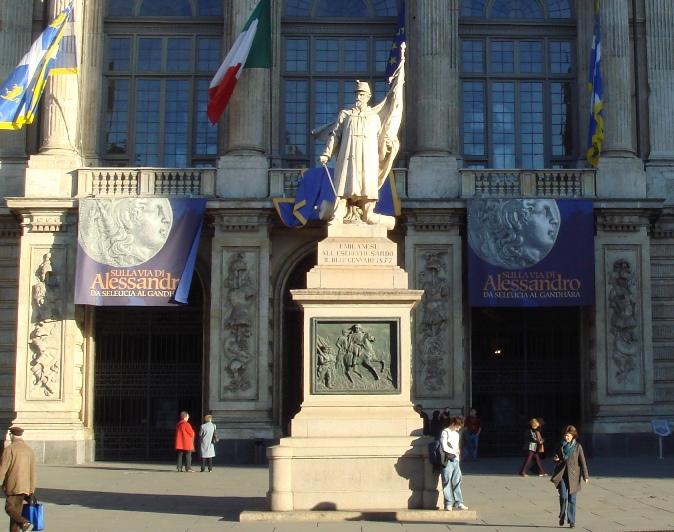
Monumento all'alfiere dell'esercito sardo, Torino, piazza Castello
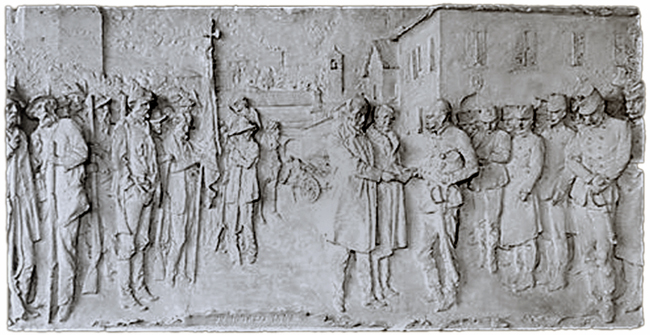
Resa della caserma San Francesco, Como
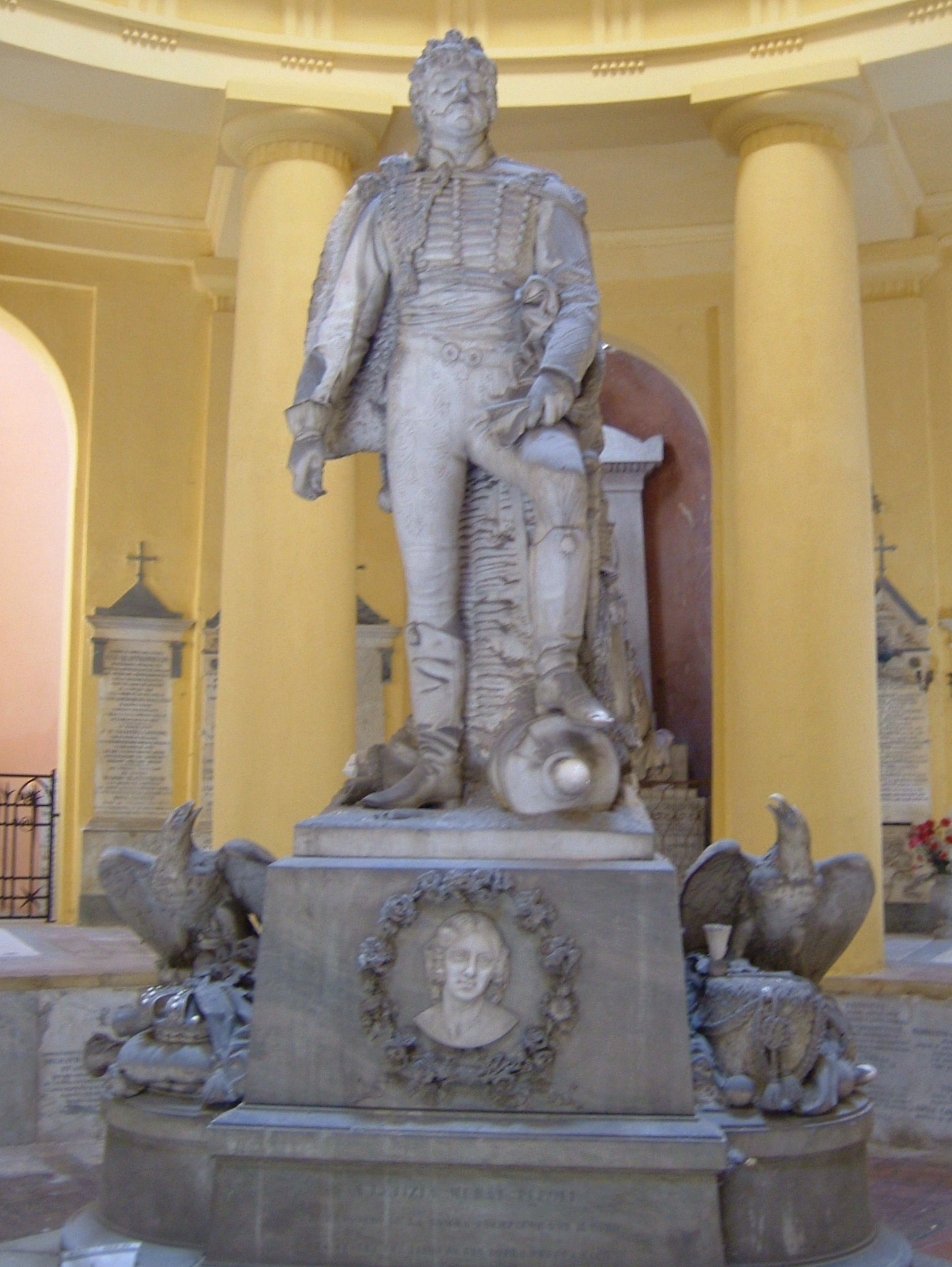
Statua di Gioacchino Murat sul sepolcro della figlia Letizia Murat, (1864), Cimitero monumentale della Certosa di Bologna
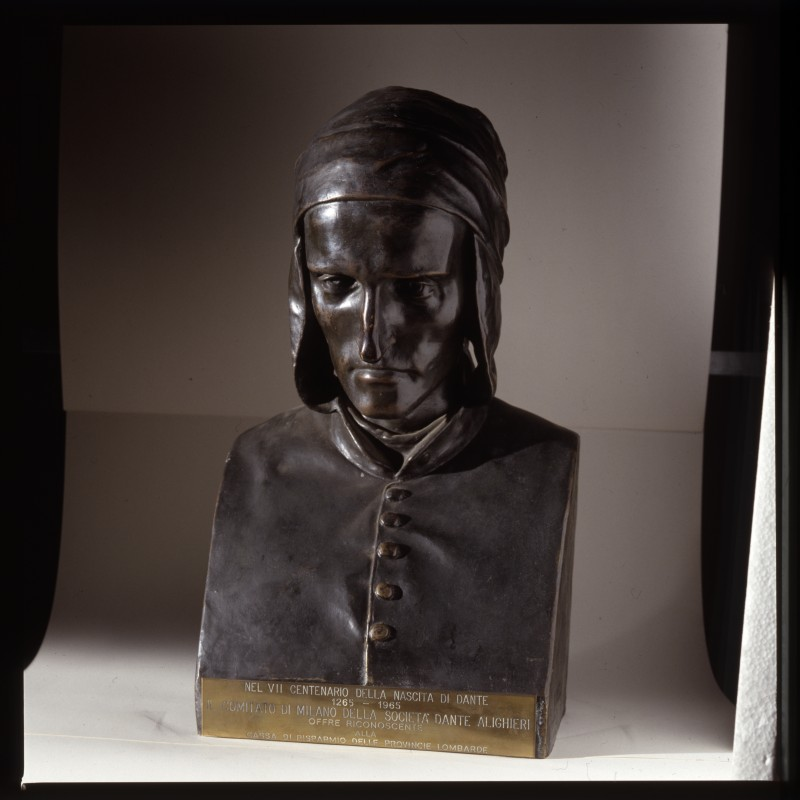
Dante Alighieri, 1865
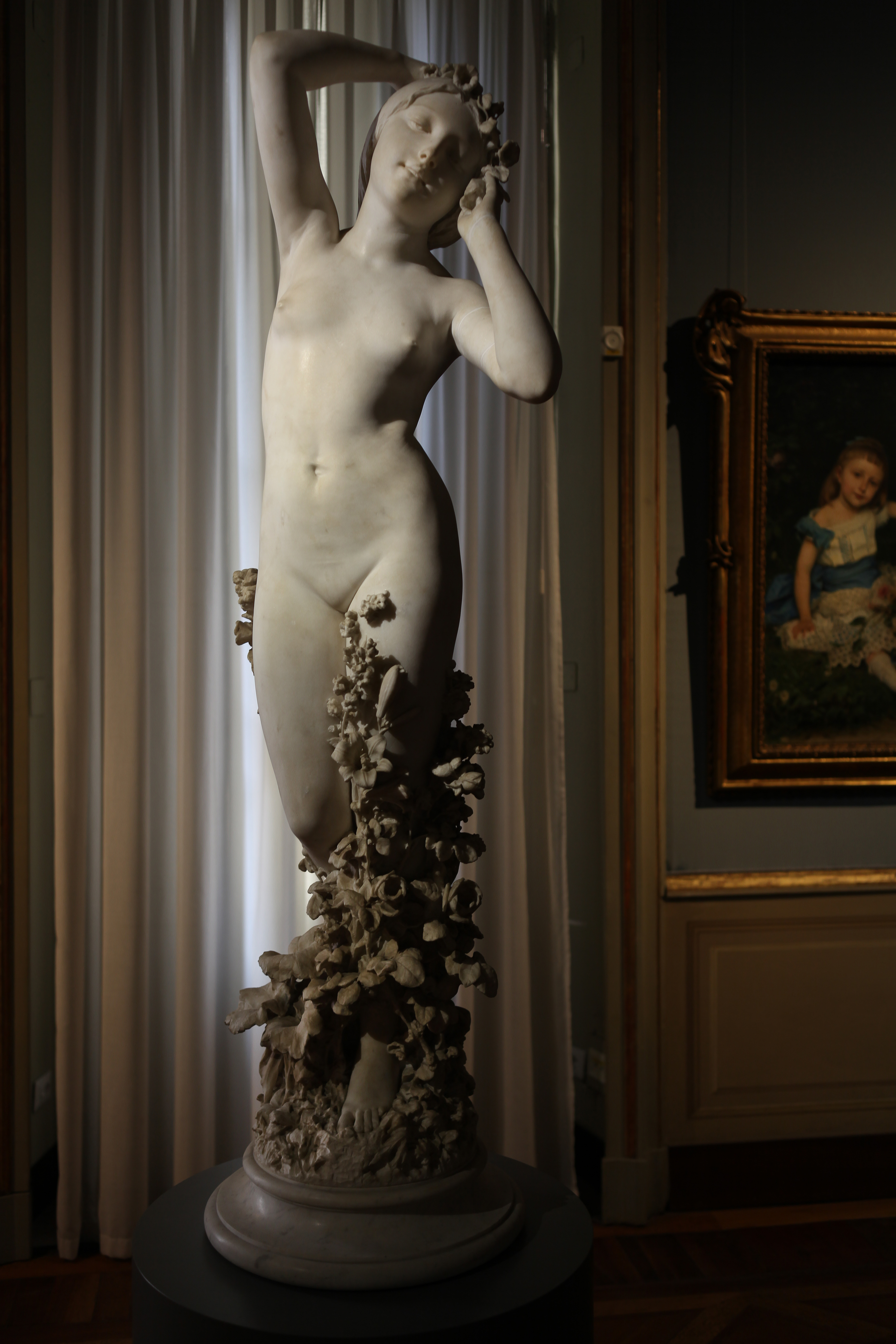
Flora, 1882, Milano
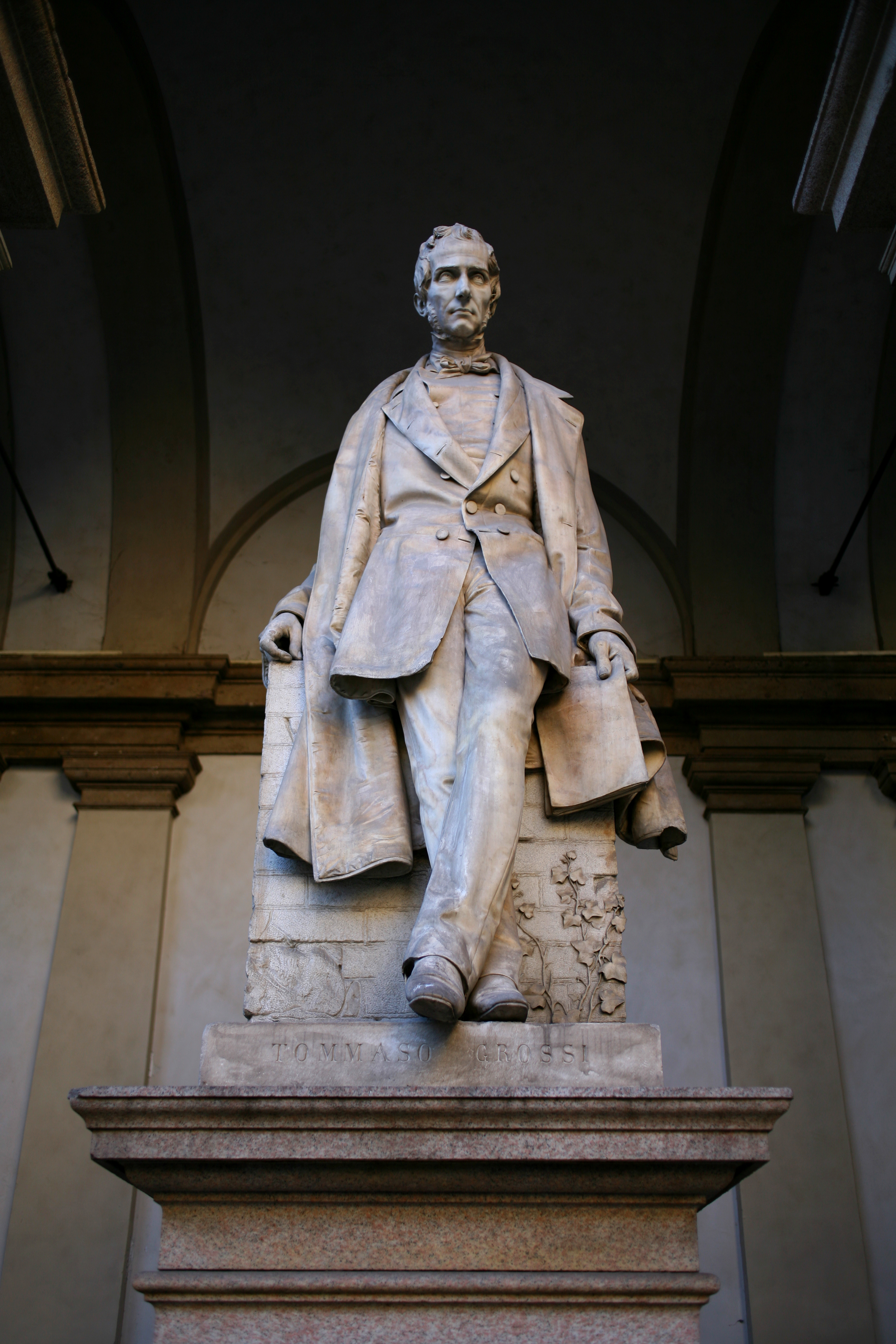
Monumento a Tommaso Grossi, 1858, Milano

## Musei
Elenco dei musei che espongono opere dell'artista:
- Museo Vela, Ligornetto (CH)
- Castello della Mandria, Venaria Reale (TO)
- Certosa di Bologna, Bologna
- Cimitero Monumentale, Torino
- Galleria d'Arte Moderna, Milano, Flora (1882)
- Galleria d'Arte Moderna e Contemporanea, Torino
- Museo Bottacin, Padova
- Museo Cantonale d'Arte, Lugano (Svizzera)
- Museo Civico, Correggio (RE)
- Museo Civico, Riva del Garda (TN)
- Museo di Milano e di Storia Contemporanea, Milano
- Museo Casa Natale di Michelangelo Buonarroti, Caprese Michelangelo (AR)
- Museo Nazionale del Risorgimento Italiano, Torino
- Museo Tattile di pittura Antica e Moderna Anteros, Bologna
- Palazzo Civico, Torino
- Palazzo Morando Attendolo Bolognini, Milano
- Palazzo Zuckermann, Padova
- Villa Borromeo d'Adda, Cappella Vela, Arcore, Milano
- Museo Revoltella, Trieste